# Daniel Bell
Daniel Bell, ameriški sociolog, pisatelj, urednik in profesor, * 10. maj, 1919, New York, ZDA, † 25. januar, 2011, Cambridge, Združene države Amerike.
Daniel Bell se tako v ZDA kot na svetu uvršča med najuglednejše sociološke mislece druge polovice dvajsetega stoletja.
Najbolj znan je po svojih prispevkih o post-industrializmu in kritiki sodobnega kapitalizma. 

## Življenjepis
Daniel Bell se je rodil 10. maja 1919 v Manhattanski delavski četrti v New Yorku. Njegova starša Benjamin in Anna Bolotsky sta bila judovska imigranta iz vzhodne Evrope. V ZDA sta delala v tekstilni industriji. Danielov oče je umrl leto po njegovem rojstvu, ko je bil Daniel star osem mesecev, zato je odraščal z mamo, svojim bratom in drugimi sorodniki. Ko je bil star 13 let je njegova družina spremenila priimek in se preimenovala v Bell. Čeprav je Daniel kot otrok živel v revščini in pomanjkanju, mu je bilo politično dogajanje blizu, saj se je v najstniških letih pridružil judovski intelektualni skupini Young People Socialist League, kar je imelo velik vpliv na njegovo prihodnost.
Bell je na Stuyvesant High School in City Collegu v New Yorku diplomiral iz naravoslovja in družboslovja. Študij je nadaljeval še na Univerzi Columbia, a le za leto dni. Naslednjih dvajset let se je preživljal kot novinar. Sprva je bil glavni urednik revije The New Leader (1941 – 1945), potem redaktor revije Fortune (1948 – 1958) in kasneje sourednik revije The Public Interest (1965 – 1973). Bil je tudi član svetovalnega odbora za revijo Antioch Review, v kateri je objavil nekaj svojin najbolj znanih esejev: Crime as an American Way of Life (1953), Socialism: The Dream and the Reality (1952), Japanese Notebook (1958), Ethics and Evil: Frameworks for Twenty-First Century Culture (2005) in The Reconstruction of Liberal Education: A Foundational Syllabus (2011).
V poznih štiridesetih letih devetnajstega stoletja je bil inštruktor družbenih ved na Univerzi v Chicagu. Leta 1960 je prejel naziv doktorja filozofije. Njegova doktorska disertacija z naslovom  Konec ideologije (The End of Ideology: On the Exhaustion of Political Ideas in the Fifties) je bila še istega leta izdana v trdi vezavi. Od leta 1960 do 1969 je bil profesor sociologije na Kolumbijski univerzi, od leta 1969 pa do svoje upokojitve leta 1990 pa na Harvardski univerzi. Leta 1987 je bil gostujoči profesor (Pitt Professor of American History and Institutions) na Univerzi v Cambridgeu.
Bell je v letu 1964 postal član Ameriške akademije znanosti in umetnosti, kjer je prejel Nagrado Talcotta Parsonsa (1993). Za svoje delovanje je dobil častne diplome z mnogih univerz v Združenih državah, kot tudi s tujih univerz. Leta 1992 je od American Sociological Association prejel nagrado za življenjsko delo. Francoska vlada pa mu je podelila nagrado Tocqueville (1995).
Daniel Bell se je prvič poročil leta 1943 in s prvo ženo imel hčer. Po neuspešne prvem zakonu se je leta 1949 poročil v drugo in leta 1960 se je še v tretje. Iz tretjega zakona rojen sin David Bell je profesor na Univerzi Princeton ter poučuje francosko zgodovino.
Daniel Bell je umrl 25. januarja 2011.

## Študije
Bell je najbolj znan po svojih prispevkih o postindustrializmu. Pravijo mu tudi »prerok postindustrijske družbe«, saj so v njegovih delih nedvoumno napisane nekatere uresničene prerokbe za konec 20. stoletja. Njegova najbolj pomembna dela so The End of Ideology (1960), The Cultural Contradictions of Capitalism (1976) in The Coming of Post-Industrial Society (1973). Deli The End of Ideology in The Cultural Contradictions of Capitalism sta se znašli na seznamu med stotimi najpomembnejšimi knjigami druge polovice 20. stoletja. Ta je bil objavljen v britanskem časopisu, v tedenskem literarnem prispevku TLS (The Times Literary Supplement). Poleg Bella, so se na tem seznamu s svojima dvema knjigama, znašli le Isaiah Berlin, Claude Lévi-Strauss, Albert Camus, George Orwell in Hannah Arendt. 

## Konec ideologije
V delu Konec ideologije (The End of Ideology) Bell predstavi stališče, po katerem bodo velike humanistične ideje 19. in zgodnjega 20. stoletja zamenjane z novimi, bolj provincionalnimi.

### Nastajanje post-industrijske družbe
V delu Nastajanje post-industrijske družbe (The Coming of Post-Industrial Society) je Bell zasnoval novo, postindustrijsko vrsto družbe, ki bo povsem dominantna nad industrijsko. Trdil je, da bo postindustrializem doba mnogih strukturnih sprememb, ki bo vodila od industrijske družbe k informacijski družbi, družbi znanja. S tem je napovedal prihod interneta in računalnikov. Verjel je v to, da bodo ti pojavi zaznamovali konec 20. stoletja, enako kot so avtomobili njegovo prvo polovico.
Tri glavne komponente post-industrijske družbe po Bellu:
- storitvena proizvodnja namesto manufakturne;
- centralizem novih vrst industrijske proizvodnje, ki bodo temeljile na znanosti;
- vzpon novih visoko rangiranih tehničnih dejavnosti in nova načela družbene slojevitosti.
Bell je pojmovno razlikoval med tremi vidiki postindustrijske družbe: podatki, ki opisujejo izkustven, empirični svet; organizaciji teh podatkov v smiselno celoto; in znanjem, ki ga je Bell pojmoval kot uporabo zbirke informacij, ki je nujno potrebna za oblikovanje lastne presoje. 

## Kulturna protislovja kapitalizma
V delu Kulturna protislovja kapitalizma (The Cultural Contradictions of Capitalism) Bell trdi, da je razvoj kapitalizma v 20. stoletju vodil do kontradikcije med kulturnim in gospodarskim področjem. Napovedal je preobrazbo kapitalizma iz industrijskega v storitveno oziroma potrošniško družbo.
Medtem ko se v proizvodnji zahteva »odlog zadovoljstva«, stalno pa je povpraševanje po učinkovitih posameznikih z delovnimi navadami, se na področju potrošnje industrija mami s hedonističnimi vrednotami kot sta užitek in instant zabava. "Gre za izum kreditne kartice, ki je izpolnila davno in splošno človeško željo: Uživaj zdaj, plačaj pozneje!" 
Bell je bil zaskrbljen glede prebivalstva, ki vzporedno z rastjo socialne države zahteva, da ta izpolnjuje hedonistične želje, ki jih spodbuja kulturna sfera. Obenem je tu še stalna zahteva, da država ohranja močno gospodarstvo. Konkurenčne in nasprotujoče si zahteve za Bella pomenijo prekomerno obremenitev države, ki je bila očitna med gospodarsko krizo, značilno za sedemdeseta leta.

## Dela
- Marxian Socialism in the United States (1952)
- The New American Right (1955)
- The End of Ideology (1960)
- Work, Alienation and Social Control (1966)
- The Coming of Post-Industrial Society: A Venture in Social Forecasting. New York: Basic Books, (1973)
- The Revolution of Rising Entitlement (1975)
- The Cultural Contradictions of Capitalism (1976)